# Erupción acneiforme
Una erupción acneiforme se refiere a una erupción cutánea similar al acné. Se refiere a un grupo de dermatosis, incluyendo el acné vulgar, rosácea, foliculitis y dermatitis perioral.
La terminología utilizada en este campo puede ser compleja y a veces contradictoria. Algunas fuentes consideran al acné vulgar en el diagnóstico diferencial de una erupción acneiforme. Otras fuentes clasifican al acné vulgar como una erupción acneiforme. El término MeSH excluye explícitamente la dermatitis perioral de la categoría de "erupciones acneiformes", aunque agrupa a las erupciones acneiformes y la dermatitis perioral bajo "dermatosis faciales".